# Charles Montgomery Burns
Pour les articles homonymes, voir Montgomery et Burns.
Charles Montgomery Burns est un personnage fictif de la série animée télévisée Les Simpson. Il est milliardaire et est le propriétaire de la centrale nucléaire de Springfield. En raison de son statut de ploutocrate principal de la ville (et peut-être le seul), M. Burns peut s'arroger toutes sortes de droits (ce personnage étant par là une dénonciation du capitalisme de connivence). Il est le principal antagoniste de la série.

## Biographie
À l'origine, ce personnage s'appelait simplement Montgomery Burns mais, dans l'épisode Sous le signe du poisson, il hurle : « Vous ne pouvez pas me faire ça, je suis Charles Montgomery Burns ! », paraphrasant une scène du film Citizen Kane d'Orson Welles (« Vous ne pouvez pas me faire ça, je suis Charles Foster Kane ! »). Dans l'épisode 11 de la saison 22, lorsqu'il signe son testament, on apprend que son nom est « Charles Montgomery Plantagenet Schicklgruber Burns ».
Son mot fétiche est le terme « Excellent… ! » murmuré d'une sinistre voix grave, les mains jointes et les doigts tendus. Il oublie à chaque épisode le nom de son employé, pourtant le plus connu, Homer Simpson. Dans certains épisodes, la musique qui accompagne son apparition est la Marche Impériale de Star Wars ou la Chevauchée des Walkyries de Richard Wagner.
L'âge attribué à Burns le plus souvent est de 104 ans. Dans Simpson et Delila, cependant, il annonce un âge de 81 ans alors qu'Homer lui en donnait 102. Lorsqu'il veut récupérer de l'argent au distributeur, Smithers lui annonce que son âge est son code, et M. Burns tape alors un code à quatre chiffres (soit vraisemblablement trois chiffres plus une touche de validation). Dans Rosebud, il fête son quatre-vingt-dixième anniversaire. Il impute sa longévité à Satan. Dans l'épisode Bébé Nem on voit que son permis de conduire est censé expirer en 1909, que la mention « couleur de cheveux » est suivie de l'adjectif « gris », et qu'il est le 44e citoyen à en avoir un en Amérique. Dans l'épisode L'Histoire apparemment sans fin, Montgomery Burns dit être né en Pangée (dans la version française, les traducteurs ont pris la liberté de remplacer ce lieu par Tanger).
Il a le même groupe sanguin que Bart Simpson, « O double négatif », ce qui semble souligner leur méchanceté communeInterprétation abusive ?. Selon des recherches effectuées au laboratoire de la Mayo Clinic, il serait l'homme le plus malade des États-Unis, toutes ses maladies se compensant en un équilibre précaire auquel il doit sa survie, tandis qu'un seul coup de vent suffirait à le tuer. Dans l'épisode Aux frontières du réel, on apprend que, chaque vendredi, il subit des traitements médicaux qui « visent à retarder sa mort d'une semaine ». Dans l'épisode Homer fait son Smithers, Burns engage Homer Simpson pour prendre la place de Waylon Smithers, qui finit par la reprendre, après un renvoi temporaire. À cette occasion, grâce à Homer, Burns est devenu plus autonome.
Certains retours en arrière nous montrent les premières années de sa vie. Sa famille a possédé les premières centrales nucléaires apparues au début du XXe siècle, alors que la fission des atomes s'effectuait « manuellement », avec marteaux et enclumes… Burns s'amusait alors à blesser les pauvres travailleurs immigrés de la centrale et pensait que ce genre d'activité était un amusement social ordinaire. Il est la caricature du capitaliste dans toute sa splendeur. Enfant, cependant, il fut doux et heureux, entouré de ses parents, son plus jeune frère George (voir ci-après) et son ourson en peluche Bobo ; il retrouve Bobo bien des années plus tard dans l'épisode Rosebud.
Burns a été diplômé de l'université Yale en 1914 ; il y a intégré la société secrète des Skull and Bones. Il aurait eu des relations amoureuses avec la Comtesse Von Zeppelin et parle couramment l'allemand. Sa mère, âgée de 122 ans[Quand ?], aurait eu une liaison avec le président Taft en 1901. Dans l'épisode Homer homme d'affaires, alors que son radeau est prêt à couler, on apprend qu'il a survécu au naufrage du Titanic en faisant un radeau avec des passagers de l'entrepont. Il a servi dans l'armée des États-Unis durant la Seconde Guerre mondiale, envoyé en Europe sous les ordres d'Abraham Simpson. À la fin de la guerre, il a été choisi pour transporter une enveloppe de mille milliards de dollars (un trillion en échelle courte, un billion en échelle longue), contribution originelle du gouvernement des États-Unis à la reconstruction de l'Europe, mais cette somme a disparu durant plusieurs années… Bien qu'ayant servi les États-Unis, il aurait aussi collaboré, voire servi militairement les nazis. Il a aussi combattu les Japonais durant la Seconde Guerre mondiale au-dessus de l'Océan Pacifique aux côtés d'Abraham Simpson. Il en profita pour faire écraser le traîneau du Père Noël, qu'il vola ensuite.
Pendant les années 1960, Burns s'occupait d'un laboratoire de recherches et de fabrication d'armes biologiques jusqu'à ce que celui-ci soit détruit par un groupuscule d'activistes pacifistes menés par Mona Simpson.
Il a occasionnellement dirigé d'autres entreprises à Springfield, notamment un casino qui a fonctionné longtemps après la légalisation des jeux à Springfield, et une prison privée (anciennement un opéra, qui fut fermé faute de rentabilité). Il a aussi été copropriétaire de l'usine de recyclage La petite Lisa, et a effectué des forages pétroliers dans les sous-sols de l'école primaire de Springfield. Burns est également membre de la Confrérie des tailleurs de pierres, la loge maçonnique de Springfield, mais à un degré subalterne (deux de ses employés, Lenny et Carl, sont ainsi ses supérieurs au sein de l'obédience).
À noter que dans l'épisode Le Vieil Homme et Lisa, Burns fait faillite. En effet, ses placements boursiers sont très mauvais mais ses avocats n'osent pas le contredire. Ainsi, il veut investir dans les avions renifleurs qui selon lui sont « très prometteurs ». Mais ses actions n'ont pas été surveillées depuis la veille de la crise de 1929 et il se rend alors compte qu'il est ruiné et doit vendre sa centrale. Pourtant, comme il donne l'impression de se tourner vers la protection de l'environnement, Lisa accepte de lui venir en aide. Mais il profite (inconsciemment) de sa naïveté pour refaire fortune en tuant des milliers de poissons, ce qui lui permet de racheter sa centrale et de reprendre son train de vie habituel.
Dans l'épisode en deux parties Qui a tiré sur M. Burns ?, M. Burns est au cœur d'une intrigue policière : celui-ci subit une tentative d'assassinat après avoir provoqué le mécontentement de la plupart des habitants. Il est transféré dans un « hôpital spécialisé », où il se retrouve dans le coma, entre la vie et la mort. Lorsqu'il se réveille, il arrive à reconnaître le coupable.
Dans l'épisode Ce fou d'Monty, Burns apprend qu'il ne lui reste que peu de temps à vivre en raison de multiples maladies et décide d'en informer toute la ville, conviant les citoyens à une réception. Les citoyens de Springfield se réjouissent tous de la nouvelle, n'étant plus effrayés par le tyrannique propriétaire de la centrale, désormais mourant. Devant cette prise de conscience de son impopularité, et préférant choisir sa manière de mourir, il tente de mettre fin à ses jours mais s'en sort avec une amnésie. Après avoir été trouvé par Bart, il est temporairement accueilli par les Simpson, avant d'être mené au maire. L'ensemble des habitants décident de profiter de Burns amnésique pour en faire ce qu'ils veulent. Ainsi, Homer le fait avancer en accrochant une carotte à une canne à pêche qu'il met devant lui, Apu en fait le directeur adjoint de son commerce et l'utilise comme bouclier humain lors d'un cambriolage du serpent, Nelson l'utilise comme « père » pour se promener avec en public et Jimbo le fait passer pour son oncle Ted. Cela ne dure qu'un temps avant que Burns ne retrouve la mémoire et puisse vivre plus longtemps grâce à la haine qu'il voue aux autres habitants qui rallonge sa durée de vie.

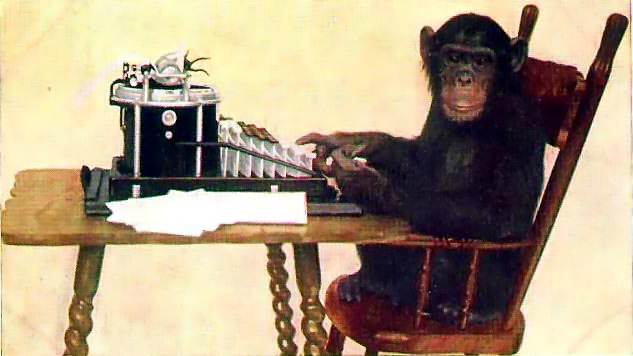
Burns possède une salle avec des millions de primates dactylographiant…

Burns vit aujourd'hui dans un manoir sur un immense domaine appelé le manoir de Burns, situé à l'intersection des rues Crésus et Mammon, à Springfield. Le domaine est gardé par des chiens d'attaque, un robot nommé Richard Simmons, et comprend une salle avec des millions de primates tapant sur des machines à écrire — afin de vérifier le paradoxe du singe savant —, un puits sans fond, un jeu d'échecs humain (un ancien court de tennis transformé), le plus grand téléviseur du monde, une galerie des patriotes commémorant tous ses ancêtres, ainsi que des objets rares tels que la seule photo existante de Mark Twain nu, ou la première ébauche de la Constitution des États-Unis contenant le mot chirurgiens (surgeons). Son numéro de téléphone est le 555-0001. Son numéro de sécurité sociale est le 000-00-0002 : il s'enorgueillit du fait que seul Franklin Delano Roosevelt ait été immatriculé avant lui. Dans un épisode récent[Quand ?], il fait mention de sa carte de SS.
Burns a un fils, Larry Burns, fruit d'une brève passion vécue bien des années plus tôt. D'abord heureux de découvrir son existence, il est rapidement déçu par son comportement grossier en société. Lui-même, se sentant incapable d'assumer un rôle de père qui ne lui ressemble pas, en informe Larry qui retourne finalement auprès des siens.
Bart Simpson a été très brièvement son héritier. On ignore qui sera l'héritier de son immense fortune, tandis que Waylon Smithers doit être emmuré vivant dans le mausolée de Burns, selon le testament de ce dernier.
Burns est le deuxième d'une famille de douze enfants. La fortune est retombée sur lui après la mort successive de ses frères et sœurs. Son plus vieux frère a été piétiné par son cheval ; son jumeau a été assassiné, tué par une balle de pistolet ; une sœur a été empoisonnée par une patate ; une autre sœur a été poignardée ; la jumelle de cette dernière a succombé à une combustion spontanée ; une sœur a été empalée sur un bâtiment Chrysler ; un autre frère empoisonné par une patate ; un autre frère est tombé dans un puits ; deux autres sœurs ont été empoisonnées par une patate. Il a un petit frère, George Burns, qui lui apparaît en rêve dans l'épisode Rosebud. Dans le livre Les Simpson : L'Album de famille non censuré, Burns et ses frères et sœurs apparaissent dans l'arbre d'Homer Simpson ; trois noms sont cités : Cornelia, Cornelius et Zeph (Buddy) Burns ; il est dit qu'ils sont de pères inconnus.
La santé mentale de Burns varie entre la clairvoyance et la démence sénile, entre la joie mauvaise et la déprime profonde. Il se met parfois à parler comme au début du XXe siècle, voire du XIXe siècle. Parfois, il pense que la Prusse est toujours un État indépendant (elle fait partie de l'Allemagne depuis 1870) ou que la Thaïlande s'appelle toujours le Siam. Au téléphone, il décroche en disant « Ahoy hoy ! » (à la façon d'Alexandre Graham Bell) alors qu'« allô ! » est devenu courant. Dans La Mère d'Homer, il veut envoyer une lettre au consulat de Prusse, pays disparu depuis 1918, et dans Homer fait son Smithers, il demande même à Homer un œuf de dodo, alors que cet oiseau a disparu au XVIIe siècle. Il ignore également que Batista ne dirige plus Cuba dans l'épisode Pour quelques milliards de plus, et que les États-Unis possèdent un État nommé Nouveau-Mexique. Il évoque également l'empire austro-hongrois dans l'épisode Burns est piqué ; Smithers lui apprend alors que l'archiduc est mort et l'empire anéanti, puis tout ce qui a suivi : Première Guerre mondiale, Seconde Guerre mondiale, la période d'après-guerre, la guerre froide, la guerre du Viêt Nam, la guerre du Golfe puis l'Union européenne.
Le personnage de Charles M. Burns est partiellement calqué sur Howard Hughes (notamment par certains aspects pittoresques associés à ce personnage, comme porter des boîtes de Kleenex à ses pieds), avec également des traits empruntés à William Randolph Hearst (indirectement, via le film Citizen Kane), Ebenezer Scrooge, Balthazar Picsou, Le comte de Monte-Cristo, Bruce Wayne, Le Pingouin et bien d'autres. Il a par ailleurs une ressemblance physique saisissante avec Fredrik Olsen (en), un magnat norvégien des transports et propriétaire de la marque de montres Timex.

## Relation avec Smithers
Burns considère Waylon Smithers comme son chien, à tel point qu'il a surnommé « Petit Smithers » un chiot qu'il a adopté. Smithers lui obéit d'ailleurs au doigt et à l'œil car il est fou amoureux de son tyrannique patron. Smithers est toutefois capable de se rebeller lorsqu'il trouve que son patron va trop loin. Il a aussi pris un peu de caractère dans les saisons plus récentes[Quand ?], et n'hésite plus à donner son avis, parfois même avec sarcasme.
Malgré le manque de considération que Burns porte à Smithers, il a tout de même un certain attachement envers lui, mais sa nature peu expansive l'empêche de dévoiler à son assistant ce qu'il représente pour lui. Après tout, M. Burns a toujours été présent dans la vie de Smithers, et il est même sous-entendu que M. Burns a dû être plus ou moins responsable de son éducation après la mort de son père, Waylon Smither Sr, pour qui il avait une certaine affection.
Smithers est la seule personne à laquelle M. Burns fait confiance, suffisamment pour lui dévoiler certains moments de faiblesses. C'est à lui qu'il demande de gérer la centrale nucléaire lorsqu'il se fait mettre en prison.
Il est possible que M. Burns soit au courant des sentiments de Smithers, et qu'il instaure volontairement une distance avec lui par crainte de voir leur relation changer si Smithers lui faisait sa déclaration (ce qui arrive d'ailleurs dans l'épisode Une belle simpsonnerie).
M. Burns trouve le travail de Smithers « excellent », bien qu'il ait mis des années à le lui dire.
Globalement, M. Burns et Smithers se comportent comme un vieux couple.[réf. nécessaire]

## Relations avec Homer Simpson
Homer Simpson travaille au secteur 7G (parfois appelé G7) de la centrale nucléaire de Springfield, à la sécurité, où il provoque désastre sur désastre et manque plusieurs fois de détruire Springfield. Ainsi il exaspère régulièrement M. Burns, qui pourtant ne se souvient jamais de son nom. Cependant, après de nombreuses saisons de statu quo, il arrive désormais à se souvenir de lui et lui confie même des tâches importantes comme chercher sa « Lamborgotti » en Italie ou devenir directeur de la centrale en Inde. M. Burns affirme dans l'épisode Un casse sans casse qu'Homer est « une rondeur bien séduisante ». Il est devenu fréquent qu'Homer soit renvoyé de la centrale ou démissionne pour exercer un tout autre métier : marchand de glace, garde du corps, vendeur de matelas, camionneur, vendeur de tuyaux… (ce qui contredit d'ailleurs l'épisode Et avec Maggie ça fait trois, où M. Burns a installé dans son bureau une plaque métallique marquée « Ne l'oubliez pas : Vous êtes ici pour toujours »), mais il y revient toujours en dépit de sa piètre réputation, préservant ainsi le statu quo.

## Anecdotes
- Il est gaucher[15].
- D'après l'épisode Le sang, c'est de l'argent, il aurait eu par le passé des relations sexuelles avec un certain Curtis Von Zeppelin.[Passage contradictoire avec la section Biographie]
- Le nom de Montgomery Burns est emprunté à celui d'un restaurateur qui apparaît en 1964 dans la série télévisée britannique Le Saint, saison 3, épisode 4 : Le Scorpion.
- Selon Jack O'Neill de Stargate SG-1, M. Burns est un Goa'uld.
- Le personnage de Charles Montgomery Burns aurait été inspiré à Matt Groening par un de ses camarades d'université, le dessinateur Charles Burns[16].
- Selon le magazine Forbes, la fortune de Charles Montgomery Burns est estimée à un milliard et cent millions de dollars, ce qui en fait le douzième plus riche personnage de fiction, le plus riche étant Balthazar Picsou avec quarante-quatre milliards de dollars[17].
- En 2011, une marionnette de M. Burns apparaît dans Les Guignols de l'info, en relation avec la catastrophe nucléaire de Fukushima. Il y déclare posséder une centrale à Springfield et une centrale au Japon, cette dernière étant gérée par Homer Simpson.